# 商暠
商暠，元末明初政治人物、明朝吏部尚书。
原为元朝平章政事，后归附明朝。担任广西行省参政。洪武三年九月，担任吏部尚书。同年十二月，改任侍御史。洪武六年六月，改任御史中丞。后改任浙江参政，洪武九年十二月，改任刑部尚书。后降为刑部郎中，洪武十年升任太仆寺卿。